# Saint-Ovin
Saint-Ovin est une commune française, située dans le département de la Manche en région Normandie, peuplée de 763 habitants.

## Géographie
La commune est au cœur de l'Avranchin. Son bourg est à 7 km à l'est d'Avranches, à 9 km au nord de Ducey, à 11 km au sud-ouest de Brécey et à 20 km au nord-ouest de Saint-Hilaire-du-Harcouët.
| La Godefroy                             | Tirepied-sur-Sée           | Le Petit-Celland                   |
| Saint-Senier-sous-Avranches, Saint-Loup | Saint-Ovin                 | Le Grand-Celland, Le Mesnil-Ozenne |
| Saint-Quentin-sur-le-Homme, Marcilly    | Marcilly, Le Mesnil-Ozenne | Le Mesnil-Ozenne                   |

### Hydrographie
La commune est située dans le bassin Seine-Normandie. Elle est drainée par le ruisseau du Moulinet, le ruisseau de la Palorette, le ruisseau du Pont-Levesque, un bras du Pont-Levesque, le ruisseau de la Boissiere, le ruisseau de la Hantonniere, le ruisseau de l'Étang et un autre petit cours d'eau,.
Le ruisseau du Moulinet, d'une longueur de 11 km, prend sa source dans la commune  et se jette  dans la Sélune à Val-Saint-Père, après avoir traversé cinq communes. 

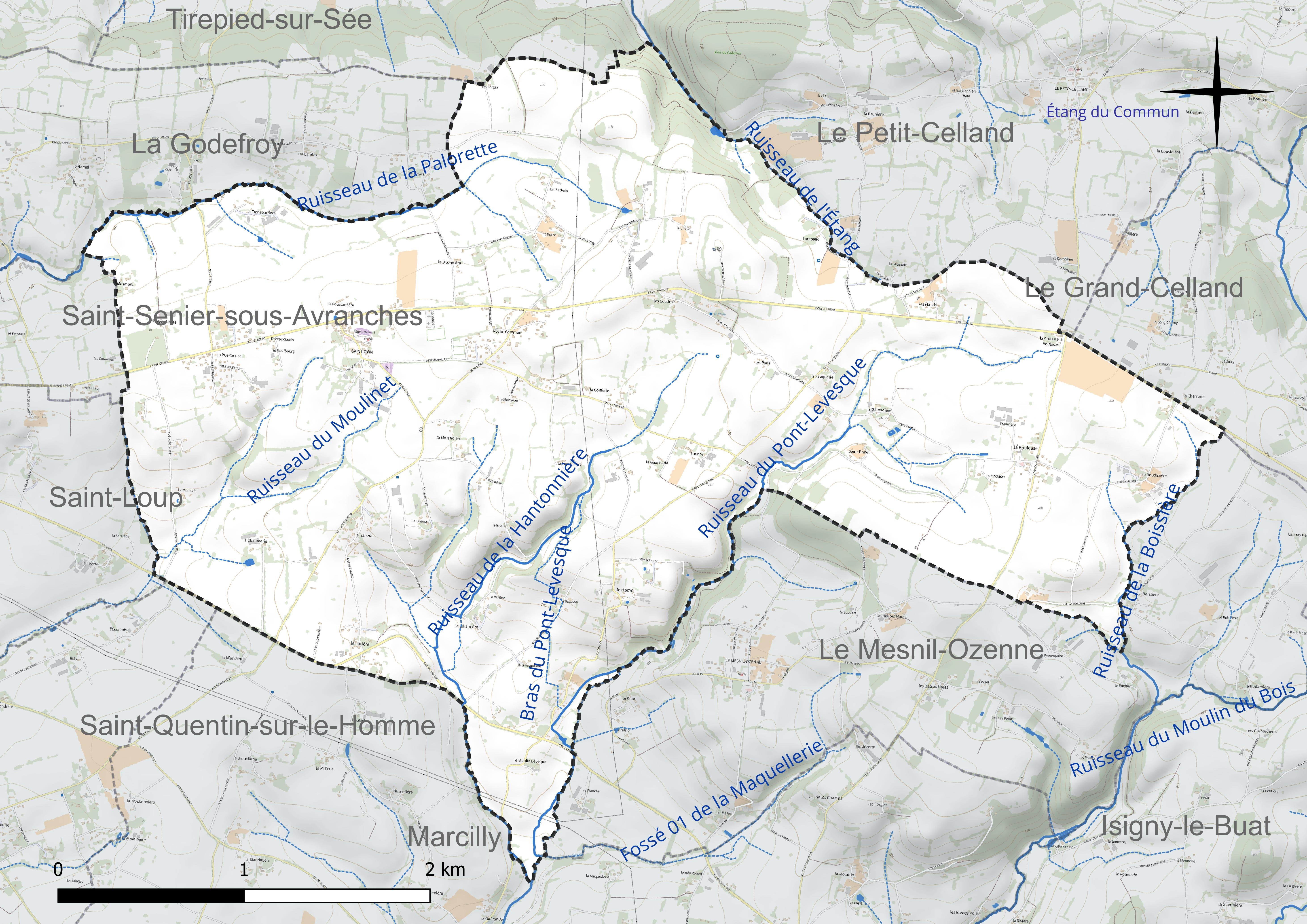
Réseau hydrographique de Saint-Ovin.

### Climat
Pour des articles plus généraux, voir Climat de la Normandie et Climat de la Manche.
En 2010, le climat de la commune est de type climat océanique franc, selon une étude du CNRS s'appuyant sur une série de données couvrant la période 1971-2000. En 2020, Météo-France publie une typologie des climats de la France métropolitaine dans laquelle la commune est exposée à un climat océanique et est dans la région climatique  Bretagne orientale et méridionale, Pays nantais, Vendée, caractérisée par une faible pluviométrie en été et une bonne insolation. Parallèlement le GIEC normand, un groupe régional d’experts sur le climat, différencie quant à lui, dans une étude de 2020, trois grands types de climats pour la région Normandie, nuancés à une échelle plus fine par les facteurs géographiques locaux. La commune est, selon ce zonage, exposée à un « climat maritime », correspondant au Cotentin et à l'ouest du département de la Manche, frais, humide et pluvieux, où les contrastes pluviométrique et thermique sont parfois très prononcés en quelques kilomètres quand le relief est marqué.
Pour la période 1971-2000, la température annuelle moyenne est de 10,6 °C, avec une amplitude thermique annuelle de 12,3 °C. Le cumul annuel moyen de précipitations est de 1 061 mm, avec 14,9 jours de précipitations en janvier et 9,9 jours en juillet. Pour la période 1991-2020, la température moyenne annuelle observée sur la station météorologique la plus proche, située sur la commune de Saint-Hilaire-du-Harcouët à 17 km à vol d'oiseau, est de 11,5 °C et le cumul annuel moyen de précipitations est de 929,5 mm,. Pour l'avenir, les paramètres climatiques de la commune estimés pour 2050 selon différents scénarios d’émission de gaz à effet de serre sont consultables sur un site dédié publié par Météo-France en novembre 2022.

## Urbanisme

### Typologie
Au 1er janvier 2024, Saint-Ovin est catégorisée commune rurale à habitat dispersé, selon la nouvelle grille communale de densité à sept niveaux définie par l'Insee en 2022.
Elle est située hors unité urbaine. Par ailleurs la commune fait partie de l'aire d'attraction d'Avranches, dont elle est une commune de la couronne,. Cette aire, qui regroupe 32 communes, est catégorisée dans les aires de moins de 50 000 habitants,.

### Occupation des sols
L'occupation des sols de la commune, telle qu'elle ressort de la base de données européenne d’occupation biophysique des sols Corine Land Cover (CLC), est marquée par l'importance des territoires agricoles (96,4 % en 2018), une proportion identique à celle de 1990 (96,4 %). La répartition détaillée en 2018 est la suivante : prairies (51,6 %), zones agricoles hétérogènes (37,2 %), terres arables (7,6 %), forêts (3,6 %). L'évolution de l’occupation des sols de la commune et de ses infrastructures peut être observée sur les différentes représentations cartographiques du territoire : la carte de Cassini (XVIIIe siècle), la carte d'état-major (1820-1866) et les cartes ou photos aériennes de l'IGN pour la période actuelle (1950 à aujourd'hui).

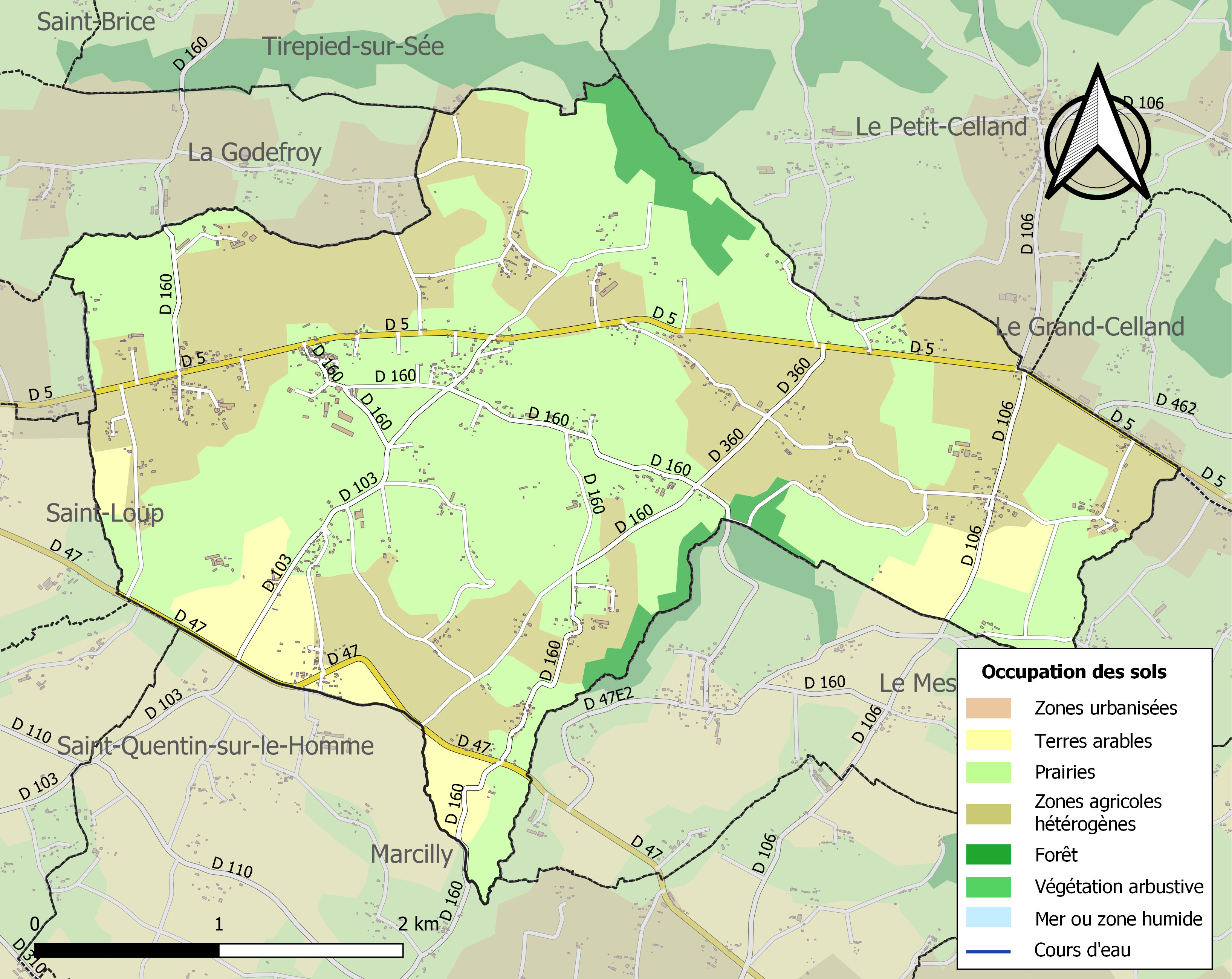
Carte des infrastructures et de l'occupation des sols de la commune en 2018 (CLC).

## Toponymie
Le nom de la localité est attesté sous les formes parrochia Sancti Auvini au XIIIe siècle, Saint Ovenne en 1398, de Christovino en 1492 et Saint-Osvin au XIXe siècle et jusqu'en 1972, date à laquelle le toponyme est officiellement modifié sous sa forme actuelle. Selon Ernest Nègre, le personnage auquel la paroisse aurait été dédiée est l'évêque métropolitain Ouen de Rouen, hypothèse derrière laquelle se range René Lepelley avec réserve toutefois. Le v aurait été rajouté pour éviter le hiatus. Charles Rostaing considère quant à lui qu'il s'agirait d'un saint d'Angleterre, du VIIe siècle également.
Le gentilé est Ovinois.

### Micro-toponymie
Le nom de l'ancienne commune de La Boulouze est attesté sous les formes Boelosa en 1144, Boolosa en 1162 et la Boulouse en 1398.
 Ce toponyme signifie « la Boulaie », c'est-à-dire « le lieu planté de bouleaux ». Il s'agit de l'ancien français boul « bouleau », issu du bas latin d'origine gauloise betulla « bouleau », dérivé avec le suffixe latin -osa qui a régulièrement abouti à -ouse, noté -ouze dans la partie ouest de la France (-euse étant le traitement correspondant de ce suffixe en français standard).

## Histoire
Au XVIIe siècle, le lieu-dit le Tertre aux Morts fut le théâtre d'un affrontement entre les Nu-pieds et les troupes royales de Gassion. Une tradition affirme que Républicains et Chouans s'y battirent également.
Au XIXe siècle il y eut dans la commune au lieu-dit le Télégraphe une station de télégraphe Chappe.
En 1973, Saint-Ovin a fusionné avec La Boulouze et Le Mesnil-Ozenne, qui gardaient le statut de communes associées. En 1985, Le Mesnil-Ozenne a repris son indépendance. La fusion-association de La Boulouze est transformée en fusion simple le 1er janvier 2018.

## Politique et administration
| Période                                  | Période      | Identité            | Étiquette | Qualité                 |
| ---------------------------------------- | ------------ | ------------------- | --------- | ----------------------- |
| 1790                                     | 1803         | François Perrouault |           | Laboureur               |
|                                          |              |                     |           |                         |
| 1978                                     | 1998         | Raymond Lerée       |           |                         |
| 1999                                     | mars 2001    | Brigitte Morice     | SE        |                         |
| mars 2001                                | juillet 2020 | Fernand Badier      | UMP       | Inspecteur du Trésor    |
| juillet 2020                             | En cours     | Christian Poulain   | SE        | Retraité de l'industrie |
| Les données manquantes sont à compléter. |              |                     |           |                         |

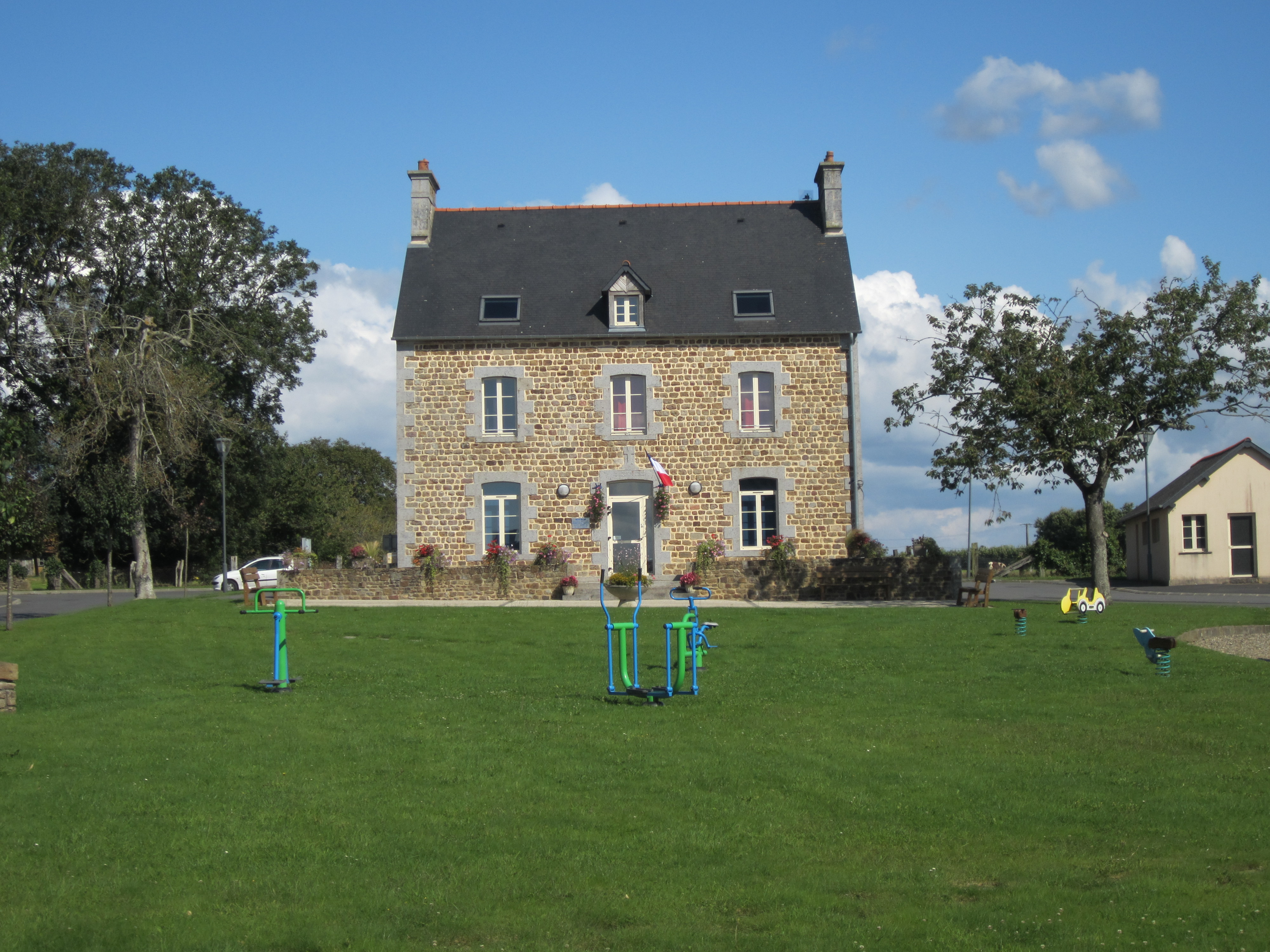
La mairie.

Le conseil municipal est composé de quinze membres dont le maire et trois adjoints. Un des conseillers est maire délégué de la commune associée de La Boulouze. 

## Démographie
L'évolution du nombre d'habitants est connue à travers les recensements de la population effectués dans la commune depuis 1793. Pour les communes de moins de 10 000 habitants, une enquête de recensement portant sur toute la population est réalisée tous les cinq ans, les populations de référence des années intermédiaires étant quant à elles estimées par interpolation ou extrapolation. Pour la commune, le premier recensement exhaustif entrant dans le cadre du nouveau dispositif a été réalisé en 2005.
En 2022, la commune comptait 763 habitants, en évolution de −0,65 % par rapport à 2016 (Manche : −0,31 %, France hors Mayotte : +2,11 %).
Saint-Ovin absorbe en 1972 La Boulouze et Le Mesnil-Ozenne. Le Mesnil-Ozenne reprend son indépendance en 1984.
| 1793 | 1800 | 1806 | 1821 | 1831 | 1836 | 1841 | 1846 | 1851 |
| ---- | ---- | ---- | ---- | ---- | ---- | ---- | ---- | ---- |
| 560  | 618  | 659  | 601  | 600  | 605  | 612  | 638  | 657  |

| 1856 | 1861 | 1866 | 1872 | 1876 | 1881 | 1886 | 1891 | 1896 |
| ---- | ---- | ---- | ---- | ---- | ---- | ---- | ---- | ---- |
| 611  | 606  | 598  | 557  | 551  | 534  | 533  | 750  | 758  |

| 1901 | 1906 | 1911 | 1921 | 1926 | 1931 | 1936 | 1946 | 1954 |
| ---- | ---- | ---- | ---- | ---- | ---- | ---- | ---- | ---- |
| 733  | 726  | 736  | 620  | 595  | 666  | 635  | 615  | 610  |

| 1962 | 1968 | 1975 | 1982 | 1990 | 1999 | 2005 | 2006 | 2010 |
| ---- | ---- | ---- | ---- | ---- | ---- | ---- | ---- | ---- |
| 583  | 507  | 678  | 760  | 633  | 675  | 718  | 723  | 769  |

| 2015 | 2020 | 2022 | - | - | - | - | - | - |
| ---- | ---- | ---- | - | - | - | - | - | - |
| 768  | 767  | 763  | - | - | - | - | - | - |

| Année          | Démographie | Hommes | Femmes |
| -------------- | ----------- | ------ | ------ |
| 1999           | 674 hab     | 47,8 % | 52,2 % |
| 2005           | 718 hab     | 46,7 % | 53,3 % |
| Source : Insee |             |        |        |

| 1793 | 1800 | 1806 | 1821 | 1831 | 1836 | 1841 | 1846 |
| ---- | ---- | ---- | ---- | ---- | ---- | ---- | ---- |
| 192  | 192  | 206  | 212  | 168  | 202  | 194  | 214  |

| 1851 | 1856 | 1861 | 1866 | 1872 | 1876 | 1881 | 1886 |
| ---- | ---- | ---- | ---- | ---- | ---- | ---- | ---- |
| 179  | 184  | 172  | 150  | 155  | 154  | 140  | 135  |

| 1891 | 1896 | 1901 | 1906 | 1911 | 1921 | 1926 | 1931 |
| ---- | ---- | ---- | ---- | ---- | ---- | ---- | ---- |
| 133  | 133  | 123  | 105  | 110  | 96   | 116  | 103  |

| 1936 | 1946 | 1954 | 1962 | 1968 | - | - | - |
| ---- | ---- | ---- | ---- | ---- | - | - | - |
| 101  | 97   | 104  | 87   | 88   | - | - | - |

## Lieux et monuments

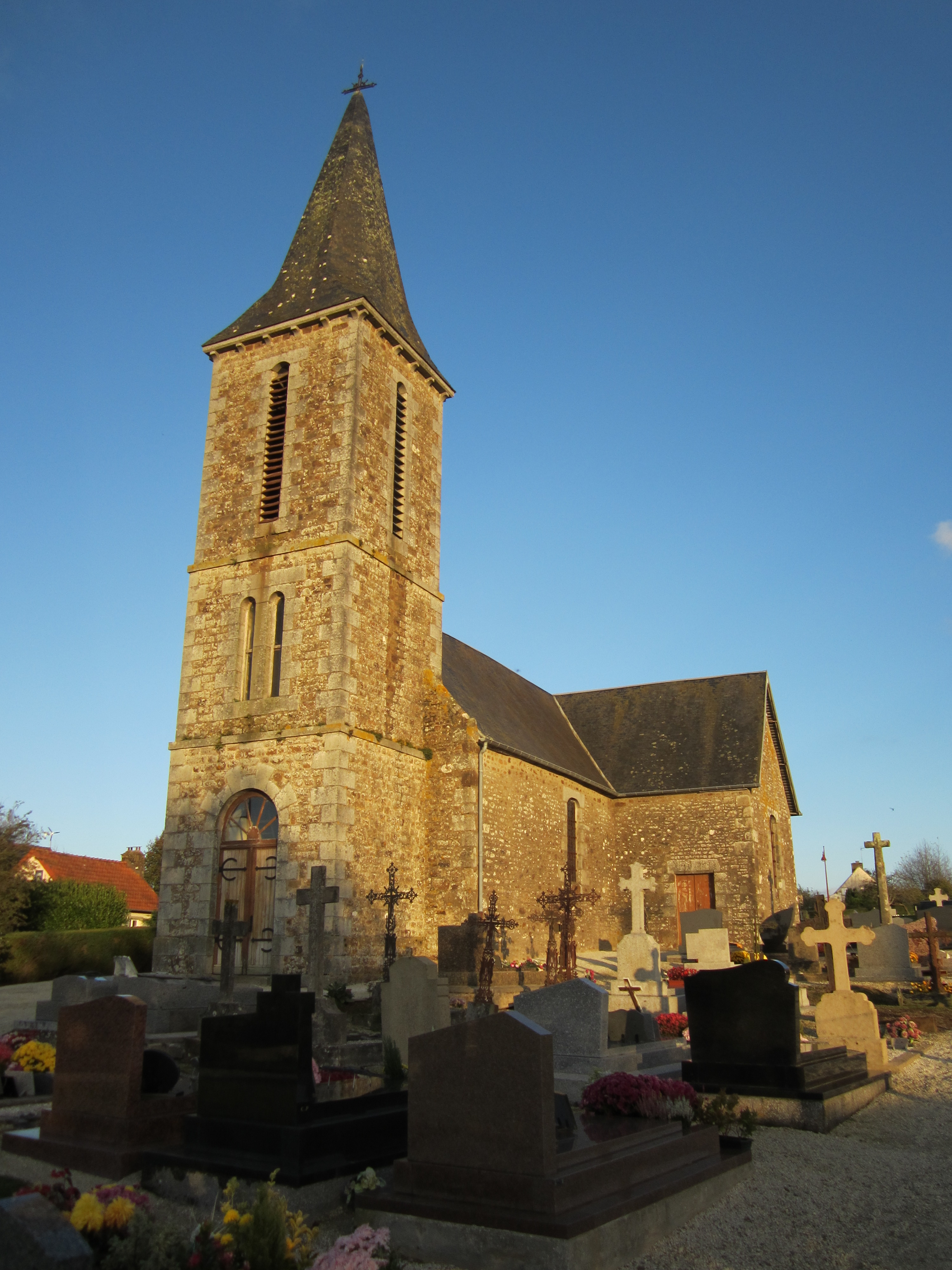
L'église Saint-Pierre-et-Saint-Paul de La Boulouze.

- Panorama et point culminant de la commune au lieu-dit le Télégraphe (190 m), et dont le nom fait référence à une ancienne station du télégraphe Chappe installée en 1799 sur la ligne Paris-Brest. Elle fut détruite par les Chouans car elle servait à informer les troupes républicaines[28].
- Moulin à eau (le moulin Lévesque).
- Église Saint-Ouen (XVIIIe siècle). Elle abrite un maître-autel du XVIIe, des autels-latéraux du XIXe, une Vierge à l'Enfant du XVIIe, saint Jean l'Évangéliste du XVIIIe, une verrière du XXe[28].
- Croix (1730) et if funéraire du cimetière.
- Oratoire Notre-Dame du Val.
- Église Saint-Pierre-et-Saint-Paul de La Boulouze (XVIIIe – XIXe siècles) qui a conservé son cimetière avec sa croix (1858).
- Vallée du Brûlay.
- Croix de chemin.

## Activité et manifestations

### Sports
L'Entente sportive Marcilly-Saint-Ovin (ESMSO), club de football, fait évoluer deux équipes en divisions de district. Elle regroupe cinq villages : La Boulouze, Le Grand-Celland, Le Petit-Celland, Marcilly et Saint-Ovin.
En 2018, le club devient l'Association sportive Saint-Ovin.